# 漆原弘
漆原 弘（うるしばら ひろし、1965年 - ）は、建築家でUrushibara Architecture and Consultancyを主宰し、イギリス、アイルランドで、学校など教育施設の設計を主に担当と同時に、住宅デザイン、住宅政策、アーバンデザインなどの研究活動も行い、論文の発表、翻訳などを続ける。
建築学博士、一級建築士、英国政府登録建築家、英国王立建築家協会会員。

## 経歴
鳥取県出身。1990年早稲田大学大学院理工学研究科建築学専攻修士課程修了後、SKM設計計画事務所／近代建築研究所勤務。
1995年より、英国ヨーク大学大学院博士課程で集合住宅デザインの研究を行い、博士号取得。
その後、アイルランドO’Riordan Staehleや英国Perkins Ogdenなどの建築事務所を歴任し、ハンプシャー州建築部局を経て、2019年にUrushihara Architecture and Consultancyを設立。
著書に『リノベーションの新潮流～レガシー・レジェンド・ストーリー』『Creative Local:エリアリノベーション海外編』や『世界の地方創生:辺境のスタート』(いずれも共著、学芸出版社、2017)、『コーリン・ロウは語る : 回顧録と著作選』（翻訳）など著書多数。